# Lisetite
La lisetite è un minerale.